# Microterangis divitiflora
Microterangis divitiflora là một loài thực vật có hoa trong họ Lan. Loài này được (Schltr.) Senghas mô tả khoa học đầu tiên năm 1985.